# Forderungsverlust
Ein Forderungsverlust (auch: Forderungsausfall) tritt beim Gläubiger einer Forderung ein, wenn der Schuldner sie ganz oder teilweise nicht tilgt.

## Ursachen
Ursachen für den Forderungsausfall können beim Schuldner bestehende Zahlungsunwilligkeit oder Zahlungsunfähigkeit (beispielsweise bei (bevorstehender) Insolvenz) sein. Zahlungsunwilligkeit liegt beim ansonsten zahlungsfähigen Schuldner vor, wenn dieser von vorneherein oder nachträglich nicht die Absicht hat, seine Verbindlichkeit zu begleichen. Der zahlungsunfähige Schuldner ist zwar zahlungswillig, aber nicht imstande, seine Schuld zu begleichen. Der Gläubiger ist in den Fällen auf den Rechtsweg verwiesen, um seine Forderung gegebenenfalls zwangsweise durchzusetzen (Zwangsvollstreckung). Erst nach erfolglosem Verfahrensabschluss gilt ein Forderungsausfall als eingetreten. Gründe für einen Forderungsausfall können auch Schlechtleistung, Verwirkung oder Verjährung sein.
Weitere Ursachen für Forderungsverluste sind der vom Gläubiger ausgesprochene Schuldenerlass und der Debt Equity Swap, bei dem die Forderung gegen eine Kapitalbeteiligung getauscht wird. Bei letzterem verschwindet die Forderung nicht ersatzlos aus der Bilanz des Gläubigers, sondern wird im Rahmen des Aktivtauschs in die Bilanzposition „Beteiligungen“ übertragen, was den bisherigen Gläubiger zum Gesellschafter macht.

## Kreditrisiko
Forderungen sind mit einem Kreditrisiko verbunden. Die Einschätzung des Kreditors, ob seinen Forderungen ein Rückzahlungsrisiko innewohnt, ist im Rahmen der Debitorenbuchhaltung zu treffen und Aufgabe des Debitorenmanagements. Dort, wo der Bestand an Forderungen einen hohen Anteil an der Bilanzsumme eines Unternehmens aufweist, lohnt sich ein Debitorenrating, das die Debitoren nach dem Grad der Einbringlichkeit mit einem Rating versieht. Der Grad der Einbringlichkeit einer Forderung wird bei zweifelhaften Forderungen genauer zu untersuchen sein. Dabei gibt der Debitorenstatus Auskunft darüber, ob und inwieweit ein Forderungsausfall zu erwarten ist. Dem latenten Forderungsrisiko wird mit Pauschalwertberichtigungen begegnet, konkrete Forderungsrisiken werden durch Einzelwertberichtigung berücksichtigt.

## Verlusteintritt
Eine pauschale Aussage, wann ein Forderungsausfall als wahrscheinlich anzusehen ist, lässt sich „wegen der in jedem Fall anders gelagerten Einzelumstände nicht treffen“. Verwirklicht sich das Delkredererisiko, geht die Forderung in ihrem Bestand unter und wird bilanziell aufgelöst. Forderungsverluste sind mit einer Vermögensvernichtung verbunden. Der Verlust von bereits einzelwertberichtigten Forderungen führt zu einer Bilanzverkürzung. Durch eine Abschreibung wird in der Gewinn- und Verlustrechnung ein Aufwandsposten gebildet, der den Gewinn schmälert oder den Verlust erhöht.
Der tatsächliche Forderungsausfall wird wie folgt ermittelt:
```
  Verbrauch der Einzelwertberichtigung
  + Direktabschreibungen
  - Eingänge auf abgeschriebene Forderungen
  = tatsächlicher Forderungsausfall
```

## Folgen
Bei geringer Ertragskraft wirken sich Forderungsausfälle enorm auf die Ertragssituation eines Unternehmens aus, da sie zu einer Abschreibung führen. Um einen eingetretenen Forderungsverlust wieder auszugleichen und die Umsatzrendite konstant zu halten, sind große Steigerungen der Umsatzerlöse erforderlich, wie die folgende betriebswirtschaftliche Kennzahl zeigt:
{\displaystyle {\mbox{Umsatzsteigerung}}={\frac {{\mbox{Forderungsausfall}}\cdot {\mbox{100}}}{\mbox{Umsatzrendite}}}}
Der abzuschreibende Betrag ist von der Netto-Forderung (ohne Umsatzsteuer) zu berechnen. Zudem führt ein Forderungsausfall zu einer Entgeltberichtigung (§ 17 Abs. 1 UStG), denn die bereits abgeführte Umsatzsteuer wird wieder erstattet. Die Umsatzsteuer ist bereits bei Eröffnung des Insolvenzverfahrens gemäß § 17 UStG in Verbindung mit Nr. 17.1 Abs. 5 Satz 5 UStAE in voller Höhe zu berichtigen.

## Schutz vor Forderungsverlusten
Ein Unternehmen kann sich vor Forderungsverlusten durch eine Delkredereversicherung (Kreditversicherung, Forderungsausfallversicherung) oder echte Forfaitierung schützen. Die Delkredereversicherung übernimmt – bis auf einen Selbstbehalt – das unternehmerische Delkredererisiko. Der Versicherungsfall tritt bei endgültigem Forderungsausfall ein, der durch einen erfolglosen Vollstreckungsversuch nachgewiesen werden muss. Bei echter Forfaitierung übernimmt der Käufer der Forderung (meist eine Bank oder eine Forfaitierungsgesellschaft) auch das Delkredererisiko des Verkäufers. Eine weitere Möglichkeit zum Schutz vor Forderungsverlusten ist die Besicherung der Lieferforderungen durch Eigentumsvorbehalt. Das Risiko vor Forderungsverlusten ist ein spezifisches Unternehmerwagnis, das einen Bestandteil des kalkulatorischen Wagnisses bildet und – unversichert – bei der Preiskalkulation als Kosten berücksichtigt werden kann; es führt damit zu einer Art Selbstversicherung.